# XOXO (영화)
xoxo는 크리스토퍼 루이가 감독하고 사라 하일랜드, 그레이엄 필립스, 브렛 델부오노, 헤일리 키요코, 콜린 우델, 라이언 헨슨, 아이오니 스카이 및 크리스 델리아가 주연을 맡은 2016년 미국 드라마 영화이다. 루이의 이야기를 바탕으로 딜런 메이어가 각본을 맡았다. 조 러셀, 크리스토퍼 루이, 다니엘 쉐이퍼 및 맥스 레이트맨이 제작했으며 넷플릭스에서 2016년 8월 26일에 출시했다.

## 주역
- 크리스탈 역의 세라 하일랜드
- 에단 역의 그레이엄 필립스
- 타리크 역의 브렛 델부오노
- 샤니 역의 헤일리 키요코
- 레이 역의 콜린 우델
- 아빌로 역의 라이언 핸슨
- 에단의 엄마 역의 아이오니 스카이
- 닐 역의 크리스 델리아
- 앤더스 역의 이언 앤서니 데일
- 조던 역의 헨리 자가
- 쵸퍼 역의 라모니카 가렛
- 달라 역의 브리앤 하위
- 니키 역의 메달리온 라히미
- 첼시 역의 샘 아오타키
- 제이스 역의 피터 길로이
- 보/약사 역의 스코티 디커트
- 외계인 소녀 역의 마시 밀러
- 브록 역의 크리스토퍼 폴리
- 빈스 역의 브렛 데이비스
- 채드 역의 라스 슬린드
- 조 역의 케나후안 벤틀리
- 헨더슨 역의 레어드 매킨토시
- 사운드 테크 역의 조 러셀
- 나이스 레이버 가이 역의 알렉스 리치
- 포옹 웅덩이 소녀 역의 킬린 우델
- 비서 역의 케이시 스트랜드
- 버터플라이 레이브 걸 역의 켈리 마리 트란

## 제작
2015년 7월, 사라 하이랜드, 크리스 델리아, 그레이엄 필립스가 영화 출연진에 합류했으며 딜런 메이어가 각본을 쓰고 넷플릭스가 영화를 제작 및 배급할 것이라고 발표되었다. 같은 달에 헤일리 키요코와 콜린 우델이 영화 출연진에 합류했고, 크리스토퍼 루이가 각본을 쓰고 영화를 감독했다. 2016년 6월, 피트 통이 프로듀서 겸 음악 감독으로 영화에 합류했다.
사라 하일랜드와 그라함 필립스는 XOXO가 로스앤젤레스 주변의 여러 음악 축제와 극찬에서 촬영되었음을 확인했다.

## 방영
XOXO는 2016년 8월 26일 넷플릭스를 통해 공개되었다. 8월 24일부터 8월 31일까지 로스앤젤레스 렘멜 로얄 극장에서 일주일동안 방영되었다.

## 참고자료
1. “XOXO”. 《MovieTimes.com》. 2016. 2021년 4월 11일에 원본 문서에서 보존된 문서. 2016년 12월 27일에 확인함.
2. Jafaar, Ali (2015년 7월 8일). “Netflix Expands Its Indie Strategy With Slate Of New Acquisitions”. 《Deadline Hollywood》. 2016년 8월 4일에 확인함.
3. Gerard, Jermey (2015년 7월 13일). “Hayley Kiyoko Of 'CSI: Cyber' Is Cast In 'XOXO', Netflix' Indie-Fest Feature Project”. 《Deadline Hollywood》. 2016년 8월 4일에 확인함.
4. Brandle, Lars (2016년 6월 20일). “Pete Tong Joins Netflix Film 'XOXO' as Music Supervisor, Producer”. 《The Hollywood Reporter》. 2016년 8월 4일에 확인함.
5. “XOXO (2016)”. 《Rotten Tomatoes》. 2020년 5월 3일에 확인함.
6. Murray, Nick (2016년 9월 8일). “'Dancing. Is. Important': Netflix's EDM Movie 'XOXO' Is a Transcendent Goof”. 《The Village Voice》. 2016년 11월 5일에 원본 문서에서 보존된 문서. 2016년 9월 9일에 확인함.